# Uwe Klein (General)

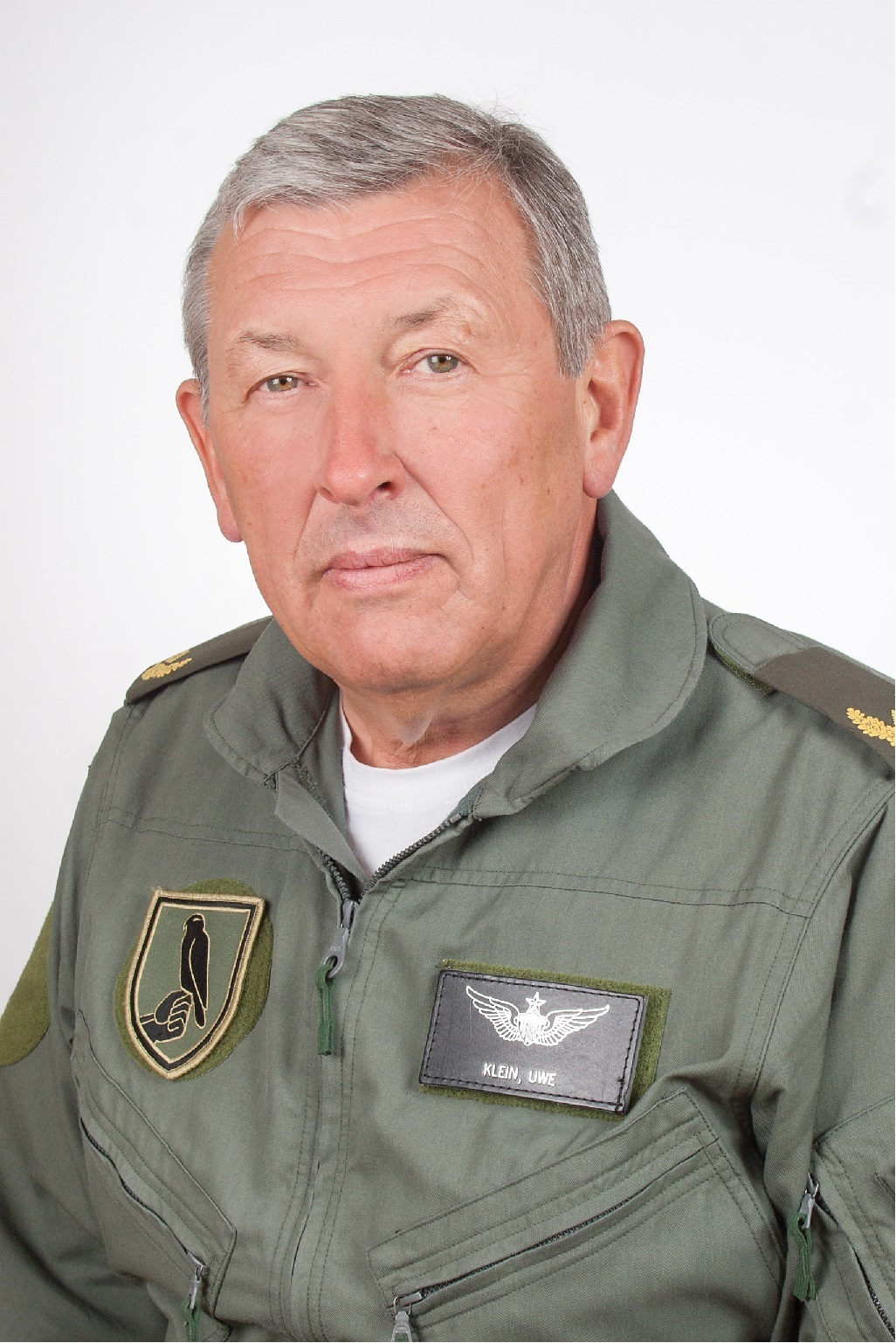
Brigadegeneral Uwe Klein, 2015

Uwe Klein (* 29. August 1954 in Ludwigshafen am Rhein) ist ein deutscher Brigadegeneral a. D. des Heeres der Bundeswehr und war zuletzt von 2014 bis 2018 Kommandeur des Internationalen Hubschrauberausbildungszentrums in Bückeburg.

## Militärische Laufbahn

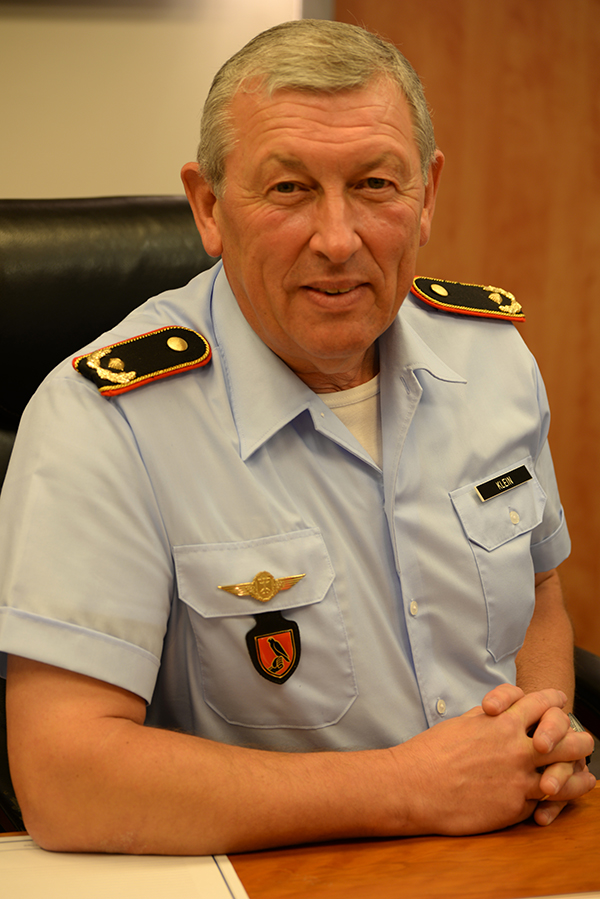
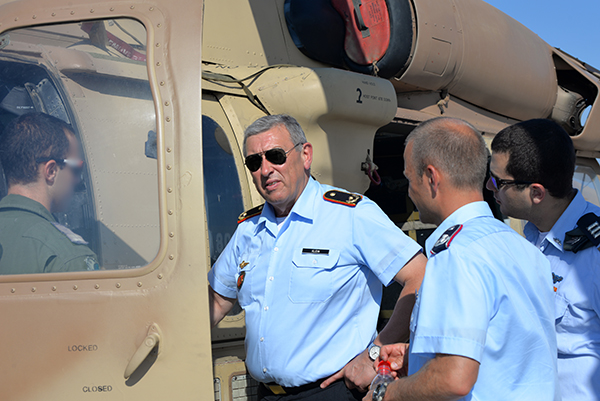
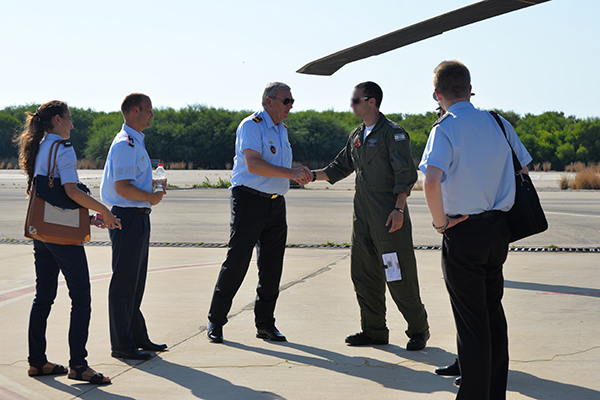
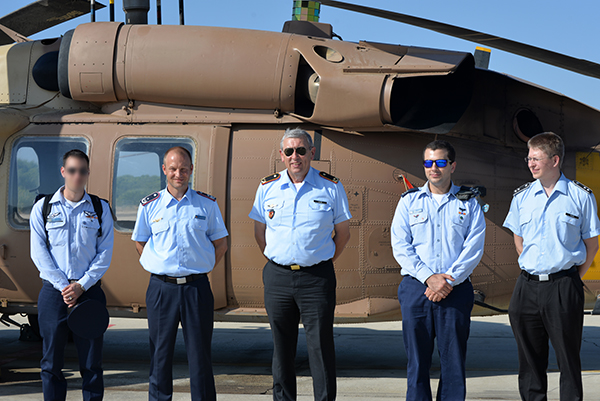

Klein trat 1973 als Luftwaffensoldat in die Bundeswehr ein. 1974 erfolgte der Wechsel in die Heeresfliegertruppe und das Durchlaufen der Offizierausbildung an der Heeresfliegerwaffenschule in Bückeburg. Von 1975 bis 1978 studierte er Wirtschafts- und Organisationswissenschaften an der Universität der Bundeswehr in Hamburg und wurde danach in Bückeburg zum Hubschrauberführer ausgebildet. Nach der abgeschlossenen Ausbildung und der Umschulung auf das Muster Alouette II wurde er im Heeresfliegerregiment 6 Hohenlockstedt in verschiedenen Verwendungen eingesetzt. Von 1985 bis 1988 war Klein Staffelkapitän der Stabstaffel des Heeresfliegerregiments 15 in Rheine. Nach Umschulung auf den Panzerabwehrhubschrauber Bo105 folgten erneut verschiedene Verwendungen beim Heeresfliegerregiment 6, unter anderem als Staffelkapitän und stellvertretender Abteilungskommandeur.
1995 wurde er G3-Stabsoffizier, Führung und Management, an der Führungsakademie der Bundeswehr in Hamburg, bevor er 1998 als Heeresverbindungsoffizier zur französischen Heeresfliegertruppe ALAT nach Le Luc Frankreich versetzt wurde. Dort war er zwischen 2000 und 2003 Leiter des Aufstellungsstabs für das Deutsch-Französische Heeresfliegerausbildungszentrum TIGER. Im Anschluss wurde er bis 2004 als Leiter Schulstab der Heeresfliegerwaffenschule eingesetzt. Zwischen 2004 und 2010 war er stellvertretender Kommandeur der Luftmechanisierten Brigade und nach deren Umbenennung der Luftbeweglichen Brigade 1 in Fritzlar. Dabei nahm er von 2006 bis 2007 als Chef des Stabes Regional Command North und stellvertretender Kommandeur des deutschen Einsatzkontingents am ISAF-Einsatz teil.
Von 2010 bis 2012 war Klein Leiter des Heereshauptverbindungsstabs Frankreich in Paris, bevor er 2012 bis 2014 als Kommandeur des Deutsch-Französischen Heeresfliegerausbildungszentrums TIGER wieder nach Le Luc zurückkehrte.
Von 2014 bis 2018 war er Kommandeur der Heeresfliegerwaffenschule, dem heutigen Internationalen Hubschrauberausbildungszentrum, und General der Heeresfliegertruppe.
Im März 2018 wurde er in den Ruhestand versetzt.
Uwe Klein besucht Israel im September 2015

## Privates
Uwe Klein ist verheiratet und hat zwei Kinder.